# Saison 7 d'Arrow
Chronologie
Saison 6 Saison 8
La septième saison d’Arrow, série télévisée américaine, est constituée de vingt-deux épisodes, diffusés du 15 octobre 2018 au 13 mai 2019 sur The CW, aux États-Unis.

## Synopsis
Oliver Queen s'est dénoncé en tant que Green Arrow. Il purge une peine de prison depuis cinq mois, laissant à ses anciens partenaires la tâche de protéger Star City en son absence. Mais un nouveau Green Arrow semble avoir repris le flambeau alors que la criminalité remonte dans la ville.

## Distribution

### Acteurs principaux
- Stephen Amell (VF : Sylvain Agaësse) : Oliver Queen / Green Arrow
- Katie Cassidy (VF : Anne Tilloy) : Laurel Lance / Black Siren (épisodes 1 à 18 et 22)
- David Ramsey (VF : Namakan Koné) : John « Dig » Diggle / Spartan
- Emily Bett Rickards (VF : Aurore Bonjour) : Felicity Smoak Queen / Overwatch
- Colton Haynes (VF : Fabrice Fara) : Roy Harper / Arsenal
- Echo Kellum (VF : Valentin Merlet) : Curtis Holt / Mr Terrific (épisodes 1 à 13 et 22)
- Rick Gonzalez (VF : Paolo Domingo) : Rene Ramirez / Wild Dog
- Juliana Harkavy (VF : Anne O'Dolan) : Dinah Drake / Black Canary
- Kirk Acevedo (VF : Cyrille Monge) : Ricardo Diaz[2] (épisodes 1 à 14)
- Sea Shimooka (VF : Élodie Menant) : Emiko Queen / le nouveau Green Arrow

### Acteurs récurrents
- Ben Lewis (VF : Martin Faliu) : William Clayton (adulte) (11 épisodes)
- Katherine McNamara (VF : Cindy Tempez) : Mia Smoak / Blackstar (10 épisodes)
- Brendan Fletcher (VF : Thierry Wermuth) : Stanley Dover (7 épisodes)
- Joseph David-Jones (en) (VF : Jhos Lican) : Connor Hawke (6 épisodes)
- Michael Jai White (VF : Jérémie Covillault) : Ben Turner / Bronze Tiger (6 épisodes)
- Vinnie Jones (VF : Thierry Mercier) : Daniel Brickwell / Brick (6 épisodes)
- Cody Rhodes (VF : Fabrice Lelyon) : Derek Sampson (6 épisodes)
- Adrian Paul (VF : Lionel Tua) : Dante (6 épisodes)
- Miranda Edwards (VF : Agnès Cirasse) : Silencer[3] (5 épisodes)
- Holly Elissa (VF : Juliette Croizat) : Red Dart[3] (4 épisodes)
- Jack Moore (VF : Victor Quilichini) : William Clayton (4 épisodes)
- Michael Jonsson (VF : Thibaut Belfodil) : Kodiak[3] (4 épisodes)
- Audrey Marie Anderson (VF : Anne Massoteau) : Lyla Michaels (3 épisodes - récurrence à travers les saisons)
- Sydelle Noel (VF : Corinne Wellong) : Samandra Watson (2 épisodes)
- Kacey Rohl (VF : Leslie Lipkins) : Alena Withlock (4 épisodes)

### Invités
- Lexa Doig (VF : Véronique Picciotto) : Talia al Ghul (épisode 5)
- David Nykl (VF : Jean-Baptiste Marcenac) : Anatoly Knyazev (épisodes 5 et 6)
- John Barrowman (VF : Pierre-François Pistorio) : Malcolm Merlyn (épisode 9)
- Willa Holland (VF : Kelly Marot) : Thea Queen / Speedy (épisode 12)
- Paul Blackthorne (VF : Loïc Houdré) : Quentin Lance (épisode 12)
- Bex Taylor-Klaus (VF : Catherine Desplaces) : Sin (épisode 12)
- Joe Dinicol (VF : Gabriel Bismuth-Bienaimé) : Rory Regan / Ragman (épisode 12)
- Katrina Law (VF : Laëtitia Laburthe) : Nyssa Al-Ghul (épisode 16)

### Invités des séries dérivées ou du même univers
- Melissa Benoist (VF : Zina Khakhoulia) : Kara Danvers / Supergirl (épisode 9)
- Grant Gustin (VF : Alexandre Gillet) : Barry Allen / Flash (épisodes 9 et 12)
- Tyler Hoechlin (VF : Thibaut Lacour) : Clark Kent / Superman (épisode 9)
- Danielle Panabaker (VF : Marie Diot) : Dr Caitlin Snow / Killer Frost (épisode 9)
- Carlos Valdes (VF : Antoine Schoumsky) : Cisco Ramon / Vibe (éposode 9)
- Ruby Rose (VF : Vanessa Van-Geneugden) : Kate Kane / Batwoman[4] (épisode 9)
- Cassandra Jean Amell (en) : Nora Fries[5]
- Jeremy Davies (VF : Vincent Ropion) : John Deegan[6] (épisode 9)
- LaMonica Garrett (VF : Florian Wormser) : Mar Novu / The Monitor[7] (épisodes 9 et 22)
- John Wesley Shipp (VF : Philippe Catoire) : Barry Allen de Terre-90 (épisode 9)
- Caity Lotz (VF : Anne-Charlotte Piau) : Sara Lance / White Canary (épisodes 12 et 18)

## Production

### Développement
Le 2 avril 2018, la série a été renouvelée pour cette septième saison.
En mars 2018, le showrunner Marc Guggenheim confirme le départ de Willa Holland et ne fera donc pas partie de cette saison.[réf. souhaitée]

### Diffusions
- Aux États-Unis et au Canada, la saison a été diffusée simultanément du 15 octobre 2018 jusqu'au 13 mai 2019 sur The CW et Space[9].
- Elle a été diffusée dans les pays francophones du 29 octobre 2018 au 27 mai 2019 sur Netflix et AB1 tous jeudi a 20h55 à partir du 11 novembre 2021

## Liste des épisodes

### Épisode 1:Détenu 4587
- États-Unis,  Canada : 15 octobre 2018 sur The CW[10] / Space
- France,  Suisse : 29 octobre 2018 sur Netflix[11]
- Québec : 2 septembre 2019 sur Ztélé[12]

- États-Unis : 1,43 million de téléspectateurs[13] (première diffusion)

- Michael Jai White (Ben Turner / Bronze Tiger)
- Vinnie Jones (Danny Brickwell)
- Cody Rhodes (Derek Sampson)
- Ben Lewis (William Clayton adulte)
- Brendan Fletcher (Stanley Dover)

### Épisode 2:La Tribu des chasseurs
- États-Unis /  Canada : 22 octobre 2018 sur The CW / Space
- France,  Suisse : 5 novembre 2018 sur Netflix
- Québec : 9 septembre 2019 sur Ztélé

- États-Unis : 1,18 million de téléspectateurs[14] (première diffusion)

- Michael Jai White (Ben Turner / Bronze Tiger)
- Vinnie Jones (Danny Brickwell)
- Cody Rhodes (Derek Sampson)
- Ben Lewis (William Clayton adulte)
- Brendan Fletcher (Stanley Dover)
- Holly Elissa (Red Dart)
- Miranda Edwards (Silence)
- Michael Jonsson (Kodiak)

### Épisode 3:La Justice ou la Loi
- États-Unis /  Canada : 29 octobre 2018 sur The CW / Space
- France,  Suisse : 12 novembre 2018 sur Netflix
- Québec : 16 septembre 2019 sur Ztélé

- États-Unis : 1,15 million de téléspectateurs[15] (première diffusion)

- Michael Jai White (Ben Turner / Bronze Tiger)
- Vinnie Jones (Danny Brickwell)
- Audrey Marie Anderson (Lyla Michaels)
- Cody Rhodes (Derek Sampson)
- Sydelle Noel (Samanda Watson)
- Brendan Fletcher (Stanley Dover)
- Holly Elissa (Red Dart)
- Miranda Edwards (Silence)
- Michael Jonsson (Kodiak)

### Épisode 4:Niveau Deux
- États-Unis /  Canada : 5 novembre 2018 sur The CW / Space
- France,  Suisse : 19 novembre 2018 sur Netflix
- Québec : 23 septembre 2019 sur Ztélé

- États-Unis : 1,08 million de téléspectateurs[16] (première diffusion)

- Ben Lewis (William Clayton adulte)
- Jason E.Kelley (Dr Jarrett Parker)
- Andrea Sixtos (Zoé Ramirez adulte)
- Miranda Edwards (Silence)
- Laara Sadiq (Emily Pollard)

### Épisode 5:Le Démon
- États-Unis /  Canada : 12 novembre 2018 sur The CW / Space
- France,  Suisse : 26 novembre 2018 sur Netflix
- Québec : 30 septembre 2019 sur Ztélé

- États-Unis : 1,26 million de téléspectateurs[17] (première diffusion)

- Brendan Fletcher (Stanley Dover)
- Jason E. Kelley (Dr Jarrett Parker)
- Miranda Edwards (Silence)
- Lexa Doig (Talia al Ghul)

### Épisode 6:Procédure légale
- États-Unis /  Canada : 19 novembre 2018 sur The CW / Space
- France,  Suisse : 3 décembre 2018 sur Netflix
- Québec : 7 octobre 2019 sur Ztélé

- États-Unis : 1,03 million de téléspectateurs[18] (première diffusion)

- Vinnie Jones (Danny Brickwell)
- Michael Jai White (Ben Turner / Bronze Tiger)
- David Nykl (Anatoly Knyazev)
- Ben Lewis (William Clayton adulte)
- Cody Rhodes (Derek Sampson)
- Brendan Fletcher (Stanley Dover)
- Andrea Sixtos (Zoe Ramirez adulte)
- Miranda Edwards (Silence)
- Holly Dignard (Red Dart)
- Michael Jonsson (Kodiak)
- Aleks Paunovic (Felton)
- Keri Adams (Bethany Snow)
- Tim Howe (Dunbar)
- Bruce Blain (Pyotr Roslov)
- Sheila Tyson (Juge Napier)

### Épisode 7:Rédemption à Slabside
- États-Unis /  Canada : 26 novembre 2018 sur The CW / Space
- France,  Suisse : 10 décembre 2018 sur Netflix
- Québec : 14 octobre 2019 sur Ztélé

- États-Unis : 1,31 million de téléspectateurs[19] (première diffusion)

- Vinnie Jones (Danny Brickwell)
- Michael Jai White (Ben Turner / Bronze Tiger)
- Cody Rhodes (Derek Sampson)
- Brendan Fletcher (Stanley Dover)
- Aleks Paunovic (Felton)
- Paul Grenier (Brian)
- Justin Lacey (Romero)
- Phillip Mitchell (Potluck)

### Épisode 8:Démasqué
- États-Unis /  Canada : 3 décembre 2018 sur The CW / Space
- France,  Suisse : 17 décembre 2018 sur Netflix
- Québec : 21 octobre 2019 sur Ztélé

- États-Unis : 1,35 million de téléspectateurs[20] (première diffusion)

- Audrey Marie Anderson (Lyla Michaels)
- Ben Lewis (William Clayton adulte)
- Andrea Sixtos (Zoe Ramirez adulte)
- Laara Sadiq (Emily Pollard)
- Katherine McNamara (Mia Smoak / Blackstar)
- Marcus Rosner (Max Fuller)
- Keri Adams (Bethany Snow)
- Evan Roderick Anderson (Officier Nick Anastas)
- LaMonica Garrett (Mar Novu / The Monitor)
- John Wesley Shipp (Barry Allen / Flash)

Une semaine après sa libération, Oliver Queen reprend une vie publique et les riches citoyens de Star City sont ravis de côtoyer Green Arrow sans son masque. Cependant, une série de meurtres à l'arc pousse Oliver à reconsidérer la vie de justicier et découvrir à quel point Felicity a changé, alors que la femme sous le costume de Green Arrow observe.
Flashforward
- Sea Shimooka intègre la distribution principale à partir de cet épisode.

### Épisode 9:Elseworlds, la deuxième heure
- États-Unis /  Canada : 10 décembre 2018 sur The CW / Space
- France,  Suisse : 24 décembre 2018 sur Netflix
- Québec : 28 octobre 2019 sur Ztélé

- États-Unis : 2,06 millions de téléspectateurs[23] (première diffusion)

- John Barrowman (Malcolm Merlyn)
- John Wesley Shipp (Barry Allen / Flash de Terre-90)
- Cassandra Jean Amell (Nora Fries)
- Ruby Rose (Kate Kane / Batwoman)
- Jeremy Davies (Dr John Deegan)
- LaMonica Garrett (Mar Novu / Monitor)
- Bob Frazer (Roger Hayden / Psycho-Pirate)

- Cet épisode est officiellement annoncé comme la deuxième partie du cinquième crossover du Arrowverse, Elseworlds qui a commencé avec l'épisode 9 de la cinquième saison de Flash et se conclut avec l'épisode 9 de la quatrième saison de Supergirl[24]. L'intrigue du crossover est centré sur Batwoman et introduira la ville de Gotham City[25], avant la possibilité d'une série pour le personnage en 2019[26],[27].
- Bien que crédités, Rick Gonzalez, Juliana Harkavy, Colton Haynes, Sea Shimooka et Katie Cassidy n'apparaissent pas dans l'épisode.
- La scène où Kara Danvers (supergirl), en civil, stoppe une balle dans sa main, rappelle celle du premier film superman, où Superman, également en civil, arrête lui aussi une balle avec sa main.
- Dans une scène se déroulant dans l'Asile d'Arkham, on peut apercevoir le masque de Bane sur une étagère.
- La détenue combattant Killer Frost utilise le canon d'un certain V. Fries, référence à Mr. Freeze
- Lors du combat contre la détenue, l'éclair de Flash fait tomber un carton sur lequel est noté J. Crane, en référence à l'Épouvantail et son sérum de peur.
- Un Barry Allen venu d'une autre dimension demande à Diggle pourquoi il n'a plus son anneau. Cela peut être une référence à l'anneau de Green Lantern dont Diggle serait le porteur dans cette autre dimension.

### Épisode 10:Je m'appelleEmiko Queen
- États-Unis /  Canada : 21 janvier 2019 sur The CW / Space
- France,  Suisse : 4 février 2019 sur Netflix[28]
- Québec : 4 novembre 2019 sur Ztélé

- États-Unis : 1,22 million de téléspectateurs[29] (première diffusion)

- Audrey Marie Anderson (Lyla Michaels)
- Jamey Sheridan (Robert Queen)
- Andrea Sixtos (Zoe Ramirez adulte)
- Raj Paul (Kevin Dale)
- Edward Foy (William Glenmorgan)
- Keri Adams (Bethany Snow)
- Eliza Faria (Zoe Ramirez)
- David Stuart (Conseiller Bell)
- Sharlène Royer (Cassandra Abbott)
- Alex Parra (Marco)

Oliver commence en tant que consultant pour le SCPD et sa première affaire lui permet de découvrir qui a repris le masque de Green Arrow : Emiko, sa demi-sœur cachée. Rene parvient à convaincre Emiko de le laisser l'accompagner dans sa quête.
Flashforward

### Épisode 11:Crimes du passé
- États-Unis /  Canada : 28 janvier 2019 sur The CW / Space
- France,  Suisse : 11 février 2019 sur Netflix
- Québec : 11 novembre 2019 sur Ztélé

- États-Unis : 1,18 million de téléspectateurs[30] (première diffusion)

- Audrey Marie Anderson (Lyla Michaels)
- Kelly Hu (China White)
- Amy Gumenick (Carrie Cutter / Cupid)
- Liam Hall (Joseph Wilson)
- Luke Camilleri (Sam Hackett)
- Nelson Wong (Rich Kannon)
- Keri Adams (Bethany Snow)
- Evan Roderick Anderson (Officier Nick Anastas)
- Katie Stuart (Lisa Selway)
- Miles Chalmers (Officier Crawford)
- Peter Graham-Gaudreau (Brett Collins)

### Épisode 12:L'Archer vert
- États-Unis /  Canada : 4 février 2019 sur The CW / Space
- France,  Suisse : 18 février 2019 sur Netflix
- Québec : 18 novembre 2019 sur Ztélé

- États-Unis : 1,07 million de téléspectateurs[31] (première diffusion)

- Paul Blackthorne (Quentin Lance)
- Grant Gustin (Barry Allen / Flash)
- Caity Lotz (Sara Lance / White Canary)
- Joe Dinicol (Rory Regan / Ragman)
- Willa Holland (Thea Queen / Speedy)
- Bex Taylor-Klaus (Cindy Simone / Sin)
- Laara Sadiq (Emily Pollard)
- Venus Terzo (Docteur Elisa Schwartz)
- Katherine McNamara (Mia Smoak / Blackstar)
- Joseph David-Jones (Connor Hawke)
- Jack Moore (William Clayton)
- Eliza Faria (Zoe Ramirez)
- Evan Roderick Anderson (Officier Nick Anastas)

### Épisode 13:Le Tueur deStar City
- États-Unis /  Canada : 11 février 2019 sur The CW / Space
- France,  Suisse : 25 février 2019 sur Netflix
- Québec : 25 novembre 2019 sur Ztélé

- États-Unis : 1,09 million de téléspectateurs[32] (première diffusion)

- Ben Lewis (William Clayton adulte)
- Brendan Fletcher (Stanley Dover)
- Andrea Sixtos (Zoe Ramirez)
- Katherine McNamara (Mia Smoak / Blackstar)
- Joseph David-Jones (Connor Hawke)
- Patrick Sabongui (Capitaine David Singh)
- Jack Moore (William Clayton)
- Eliza Faria (Zoe Ramirez)
- Evan Roderick Anderson (Officier Nick Anastas)
- Greg Rogers (Conseiller Kullens)
- Beverley Breuer (Irene Clayton)
- Jake T. Roberts (Frank Clayton)

Trois justiciers ont été égorgés dans Star City après avoir reçu des mots de menace et la team Arrow, reformée et habilitée par la police de la ville, en a reçu des similaires. Oliver essaie de renouer avec William qui se montre de plus en plus rebelle.
Flashforward

### Épisode 14:Frères et Sœurs
- États-Unis /  Canada : 4 mars 2019 sur The CW / Space
- France,  Suisse : 18 mars 2019 sur Netflix
- Québec : 2 décembre 2019 sur Ztélé

- États-Unis : 890 000 téléspectateurs[33] (première diffusion)

- Audrey Marie Anderson (Lyla Michaels)
- Kelly Hu (China White)
- Ben Lewis (William Clayton adulte)
- Amy Gumenick (Carrie Cutter / Cupid)
- Andrea Sixtos (Zoe Ramirez adulte)
- Katherine McNamara (Mia Smoak / Blackstar)
- Liam Hall (Joseph Wilson)
- Joseph David-Jones (Connor Hawke)
- Adrian Paul (Dante)
- David Stuart (le conseiller Bell)
- Christopher Gerard (Virgil)
- Parmiss Sehat (la princesse Noor Harjavti)
- Kyle Warren (Andrew Thornton)

Après une mission ratée avec la Ghost Initiative, Diggle et Lyla décident de mettre au courant Oliver et Felicity de la réinitialisation de ce projet avec la collaboration de Diaz, ce dont le couple est choqué. Si Oliver décide de faire confiance à Diggle, Felicity est tellement en colère qu'elle décide d'organiser le meurtre de Diaz avec l'aide de Laurel. Cette dernière essaye de dissuader sa nouvelle amie et lui conseille de plutôt s'occuper de son bébé à venir, disant à Felicity qu'elle a beaucoup de capacités, que c'est une femme forte et qu'elle doit juste apprendre à gérer les ennemis contre lesquels se bat Oliver car il y aura toujours un autre Diaz. Pendant ce temps, Oliver essaye d'aider Emiko, sa sœur fraîchement découverte, à avancer dans sa mission - retrouver l'assassin de sa mère. Malheureusement, tout ne se passe pas comme prévu, Oliver ayant l'habitude de jouer les leaders et Emiko se sentant frustrée de s'être fait retirer la mission qui guide chacun de ses actes depuis la mort de sa mère. Après une discussion avec René qui conseille à Oliver de se comporter uniquement comme un frère et non un mentor, ce dernier retourne voir Emiko et s'excuse. Les deux semblent faire la paix.
Du côté de l'A.R.G.U.S., Lyla est sur le point de perdre son poste à cause de la réinitialisation sans accord du projet Ghost Initiative, à moins qu'ils n'arrivent à capturer Dante. Seul problème : il semble y avoir une taupe au sein de l'agence, qui semble continuellement avertir Dante de leurs opérations. Leur dernière chance sera une soirée à l'ambassade où Dante rencontre une princesse étrangère prête à faire un coup d'état mais qui a besoin de l'argent de Dante. Lyla, Diggle, Oliver et Felicity - ces derniers ont rejoint le groupe en renfort à la demande de Diggle - sont accompagnés de Diaz, chargé de confirmer la présence de Dante qu'il a déjà vu. C'est à ce moment-là que Lyla reconnaît le directeur Bell qui semble être la taupe et travailler avec Dante. Ils sont sur le point de piéger ce dernier lorsque Diaz réussit à déconnecter sa puce tueuse et prévient Dante. Le plan tombe à l'eau et Diaz est sur le point de s'échapper mais Felicity l'arrête et trouve la force de ne pas le tuer. Diaz est finalement renvoyé à Slabside et Dante échappe à Oliver et Lyla, précipitant la demande de licenciement de cette dernière. Diggle décide alors de se sacrifier pour sa femme en portant la responsabilité pour le projet GI, convaincu que Lyla doit rester à l'A.R.G.U.S. pour le bien de tous. Felicity annonce sa grossesse à Oliver alors que dans la prison de Slabside, Diaz est aspergé d'essence et que quelqu'un - visiblement une personne qu'il connaît - lance un briquet, Diaz prenant entièrement feu et meurt. Pendant ce temps, Emiko est surprise par Dante dans son repaire. Elle lui annonce que Oliver "lui fait enfin confiance" et Dante lui répond qu'il est temps qu'elle rentre.
Flashforward
- Départ de l'acteur Kirk Acevedo.
- Dante est un super vilain créé en septembre 2016 par Benjamin Percy, apparu pour la première fois dans Green Arrow Rebirth no 6.

### Épisode 15:La Journée de formation
- États-Unis /  Canada : 11 mars 2019 sur The CW / Space
- France,  Suisse : 25 mars 2019 sur Netflix
- Québec : 9 décembre 2019 sur Ztélé

- États-Unis : 1,02 million de téléspectateurs[34] (première diffusion)

- Michael Jai White (Ben Turner / Bronze Tiger)
- Ben Lewis (William Clayton adulte)
- Laara Sadiq (Maire Emily Pollard)
- Katherine McNamara (Mia Smoak / Blackstar)
- Danny Whattley (Sergent Bixley)
- Andrew Kavadas (James Midas)
- Mariessa Portelance (Cassie)
- Aiden Stoxx (Connor jeune)
- Jason Stevens (Felix)
- Jade Pawluk (Marco)
- Shaz Mohsin (Diego)

La Team Arrow est réunie mais désormais assermentée par la police de Star City, ils doivent en suivre les méthodes. Quand une nouvelle forme de balle à l'acide apparait dans les rues, Oliver essaie de régler la situation au plus vite pour l'avenir de son enfant à naître.
Flashforward

### Épisode 16:Star City2040
- États-Unis /  Canada : 18 mars 2019 sur The CW / Space
- France,  Suisse : 1er avril 2019 sur Netflix
- Québec : 16 décembre 2019 sur Ztélé

- États-Unis : 1 million de téléspectateurs[35] (première diffusion)

- Katrina Law (Nyssa Al-Ghul)
- Ben Lewis (William Clayton adulte)
- Andrea Sixtos (Zoe Ramirez adulte)
- Katherine McNamara (Mia Smoak / Blackstar)
- Joseph David-Jones (Connor Hawke)
- Raj Paul (Kevin Dale)
- Nels Lennarson (Anson)

- Episode centré sur le futur
- L'épisode est dédié à la mémoire de Jack Wright, décédé en 2019 et qui a travaillé sur la série[36].

### Épisode 17:L'Héritage
- États-Unis /  Canada : 25 mars 2019 sur The CW / Space
- France,  Suisse : 8 avril 2019 sur Netflix
- Québec : 6 janvier 2020 sur Ztélé

- États-Unis : 1,01 million de téléspectateurs[37] (première diffusion)

- Jamey Sheridan (Robert Queen)
- Kacey Rohl (Alena Whitlock)
- Adrian Paul (Dante)
- Jeanie Cloutier (Kazumi Adachi)
- Miya Cech (Emiko enfant)
- Keri Adams (Bethany Snow)
- Jayce Barreiro (Gustavo Hernandez)

### Épisode 18:Lost Canary
- États-Unis /  Canada : 15 avril 2019 sur The CW / Space
- France,  Suisse : 29 avril 2019 sur Netflix
- Québec : 13 janvier 2020 sur Ztélé

- États-Unis : 710 000 téléspectateurs[38] (première diffusion)

- Caity Lotz (Sara Lance / White Canary)
- Andrea Sixtos (Zoé Ramirez adulte)
- Katherine McNamara (Mia Smoak / Blackstar)
- Michael Jonsson (Kodiak)
- Carmel Amit (Aviva Metula / Shadow Thief)
- Keri Adams (Bethany Snow)
- Colin Cowan (Walter Santorini / Pinky)

Avec son passé criminel exposé, Laurel redevient Black Siren et s'allie avec Shadow Thief pour préparer sa fuite de Star City. Felicity fait appel à Dinah et Sara Lance pour tenter de stopper Laurel.
Flashforward

### Épisode 19:Spartan
- États-Unis /  Canada : 22 avril 2019 sur The CW / Space
- France,  Suisse : 6 mai 2019 sur Netflix
- Québec : 20 janvier 2020 sur Ztélé

- États-Unis : 710 000 téléspectateurs[39] (première diffusion)

- Kacey Rohl (Alena Whitlock / Circle)
- Katherine McNamara (Mia Smoak / Blackstar)
- Ernie Hudson (Général Roy Stewart)
- Adrian Paul (Dante)
- Joseph David-Jones (Connor Hawke)

### Épisode 20:Révélations
- États-Unis /  Canada : 29 avril 2019 sur The CW / Space
- France,  Suisse : 13 mai 2019 sur Netflix
- Québec : 27 janvier 2020 sur Ztélé

- États-Unis : 640 000 téléspectateurs[40] (première diffusion)

- Danny Wattley (Sergent Bingsley)
- Christopher Gerard (Virgil)
- Christopher Logan (Jason Toth)

### Épisode 21:La Preuve vivante
- États-Unis /  Canada : 6 mai 2019 sur The CW / Space
- France,  Suisse : 20 mai 2019 sur Netflix
- Québec : 3 février 2020 sur Ztélé

- États-Unis : 625 000 téléspectateurs[41] (première diffusion)

- Colin Donnell (Tommy Merlyn)
- Kacey Rohl (Alena Whitlock)
- Ben Lewis (William Clayton adulte)
- Katherine McNamara (Mia Smoak / Blackstar)
- Raj Paul (Kevin Dale)
- Danny Wattley (Sergent Bingsley)
- Wolsey Brooks (OMAC)

La Team Arrow est coincée dans les débris d'un bâtiment qu'a fait exploser Emiko. Si John, Rene, Dinah et Roy s'en sortent saufs, Oliver est coincé entre deux blocs de béton et commence à halluciner, persuadé que Tommy est là pour l'aider.
Flashforward

### Épisode 22:Vous avez sauvé cette ville
- États-Unis /  Canada : 13 mai 2019 sur The CW / Space
- France,  Suisse : 27 mai 2019 sur Netflix
- Québec : 10 février 2020 sur Ztélé

- États-Unis : 951 000 téléspectateurs[42] (première diffusion)

- Echo Kellum (Curtis Holt / M. Terrific)
- Michael Jai White (Ben Turner / Bronze Tiger)
- Kacey Rohl (Alena Whitlock)
- Ben Lewis (William Clayton adulte)
- Katherine McNamara (Mia Smoak / Blackstar)
- Andrea Sixtos (Zoé Ramirez adulte)
- Joseph David-Jones (Connor Hawke)
- Danny Wattley (Sergent Bingsley)
- Raj Paul (Kevin Dale)
- LaMonica Garrett (Mar Novu / Le Monitor)
- Keri Adams (Bethany Snow)
- Christopher Gerard (Virgil)
- Wolsey Brooks (Zeta #1)
- Aman Mann (Kevin Dale jeune)
- James Ralph (Lieutenant Robert Lockhart)
- Leslie Parmar (La mère de Kevin)
- Samantha Jo (Beatrice)

Arrow et ses acolytes parviennent à fuir la police à temps pour contenir la première attaque du virus d'Emiko. Ils comprennent qu'Emiko contrôle les drônes depuis les anciens bureaux de Queen Consolidated. La Team Arrow, aidée de Curtis, Laurel et Ben Turner, arrive pour le combat contre Emiko et les forces du Neuvième Cercle, soutenue par la police qui a compris la vérité. Oliver retrouve Emiko seul, essayant une dernière fois de la convaincre de renoncer à la colère et la vengeance, mais c'est finalement le Neuvième Cercle qui la trahit, déçu de voir son plan de destruction de Star City remplacé par une vengeance personnelle qui a révélé l'existence du groupe. Emiko meurt dans le combat et révèle dans un dernier souffle que le Neuvième Cercle les recherchera à sa mort. L'équipe se sépare, Oliver et Felicity trouvent refuge dans une maison sécurisée de l'ARGUS, où ils vivent quelques mois. Après la naissance de Mia, Oliver surprend le Monitor, venu le chercher pour prévenir les morts de la crise à venir au prix de sa vie.
Flashforward
- Départ des actrices Emily Bett Rickards et Sea Shimooka.